# Le Masque aux yeux verts
Pour les articles homonymes, voir The Wicked Lady.
Pour plus de détails, voir Fiche technique et Distribution.
Le Masque aux yeux verts (The Wicked Lady) est un film britannique réalisé par Leslie Arliss, sorti en 1945.

## Synopsis
Barbara Worth, beauté du XVIIe siècle, entame sa carrière criminelle en volant le mari de sa meilleure amie, laquelle vient juste de convoler.

## Fiche technique
- Titre : Le Masque aux yeux verts
- Titre original : The Wicked Lady
- Réalisation : Leslie Arliss
- Scénario : Leslie Arliss, Gordon Glennon et Aimée Stuart, d'après le roman de Magdalen King-Hall, The Life and Death of the Wicked Lady Skelton
- Images : Jack E. Cox
- Direction musicale : Louis Levy
- Montage : Terence Fisher
- Production : R.J. Minney et Maurice Ostrer
- Pays d'origine : Royaume-Uni
- Format : Noir et Blanc - 1,37:1
- Genre cinématographique : Aventure, drame et historique
- Durée : 104 minutes
- Date de sortie : 15 novembre 1945

## Distribution
- Margaret Lockwood : Barbara Worth
- James Mason : le capitaine Jerry Jackson
- Patricia Roc : Caroline
- Griffith Jones : Sir Ralph Skelton
- Michael Rennie : Kit Locksby
- Felix Aylmer : Hogarth
- Enid Stamp-Taylor : lady Henrietta Kingsclere
- Francis Lister : lord Kingsclere
- Beatrice Varley : tante Moll
- Amy Dalby : tante Doll
- Peter Madden : Hawker
- Ivor Barnard : le prêtre
- David Horne : Martin Worth

## Autour du film
- Un remake a été tourné en 1983 sous le titre de La Dépravée.